# Kaifeng
Kaifeng (kineski: 开封市; što znači „proširiti granice”) je glavni grad istoimene prefekture u pokrajini Henan u Kini. Nalazi se u središtu Središnje kineske nizine, na južnoj obali rijeke Huang Ho i jedan je od osam gradova koji se smatraju velikim drevnim kineskim prijestolnicama, tj. kolijevkama kineske civilizacije.
U širem području grada nalaze se brojne povijesne i kulturne znamenitosti, kao što je Ulica vladara dinastije Song s obnovljenim gradskim vratima, Zmajev paviljon i Željezna pagoda iz 11. st. U gradu živi i najstarija Židovska zajednica u Kini, poznati kao „Židovi Kaifenga”, ali u gradu postoji i značajna zajednica muslimana s najstarijom ženskom džamijom (nǚsì) u Kini, Wangjia Hutong nusi iz 1810. god. U gradu djeluju i kršćanske crkve, kao što je Katedrala Svetog Srca (开封耶稣圣心主教座堂).

## Povijest
U razdoblju zaraćenih država, Wei (država) je 364. pr. Kr. osnovala glavni grad pokrajine, nazvan Daliang (大梁). Tijekom ovog razdoblja izgrađeni su brojni kanali koji su povezali lokalne rijeke s rijekom Huang Ho. Kada je Qin (država) pokorila Wei Kaifeng je bio razoren i napušten, a na njegovom mjestu je ostalo manje tržno naselje.
U ranom 7. st. Kaifeng se spaja s Velikim kanalom i postaje važno trgovačko središte na putu prema Shandongu na zapadu. Za dinastije Tang (618. – 907.), 781. godine, grad je obnovljen i nazvan Bian (汴). Bian je bio glavni grad za vrijeme dinastija Kasniji Jin (936. – 946.), Kasniji Han (94.7–950.) i Kasniji Zhou (951. – 960.), u razdoblju poznatom kao Pet dinastija i Deset kraljevstava (907. – 960.).
Dinastija Sung ga je također načinila svojom prijestolnicom, poznatom kao Dongjing ili Bianjing (汴京), i grad se počeo širiti. Grad je imao oko 400.000 stanovnika, unutar i izvan gradskih zidina. Tifus i poplave su bile česti problemi grada. God. 1049. izgrađena je Željezna pagoda (Youguosi Pagoda, 佑國寺塔) visine 54,7 m, koja je preživjela kao najstariji spomenik u gradu. Druga znamenitost iz ovog razdoblja je astronomski sat toranj inženjera, znanstvenika i državnika Su Songa (1020. – 1101.) Na vrhu mu je bila armilarna sfera koju je pokretala hidraulika i imala je lančani prijenos i zupčasti prekidač, 200 godina prije nego što su se ti mehanizmi pojavili u Europi. 
Kaifeng je postigao vrhunac u 11. st. kada je bio trgovačko i industrijsko središte na čvorištu četiri velika kanala. Tada je grad bio okružen trima gradskim zidinama i vjerojatno je imao od 600.000 do 700.000 stanovnika. Vjeruje se kako je od 1013. do 1127. godine bio najveći grad na svijetu. Meng Yuanlao (oko 1090. – 1150.) je u progonstvu 1126. godine napisao djelo „Snovi raskoši istočne prijestolnice (Kaifeng)” (Dongjing meng Hua lu, 東京夢華錄) u kojemu nostalgično opisuje urbani život prijestolnice, sezonske proizvode, hranu, običaje, tradicije i festivale.
God. 1127. osvajaju ga Džurdži i iako je grad ostao važno upravno središte dinastije Jin (1115.–1234.), samo unutarnje zidine su ostale naseljene, a druga dva prstena naselja oko grada su napušteni. Nakon jednogodišnje opsade, Mongoli su osvojili Kaifeng 1233. godine, nakon čega su pošli u osvajanje i ostatka Kine.
Početkom dinastije Ming 1368. god., Kaifeng je postao glavnim gradom pokrajine Henan. God. 1642., vojska je namjerno poplavila grad kako ne bi pao u ruke vođe seoske bune, Li Zichenga. Grad je obnovljen tek 1662. godine za vladavine cara Kangxija dinastije Qing. No grad je ponovno poplavljen 1841. godine, nakon čega je obnovljen u današnjem obliku.
Kaifeng je 6. lipnja 1938. godine okupiralo Japansko Carstvo. Po oslobođenju je ostao glavnim gradom pokrajine do 1954. god. kada je uprava premještena u Zhengzhou.
God. 1969., bivši predsjednik Kine, Liu Shaoqi, je preminuo u kućnom pritvor u Kaifengu zbog liječničkog nemara.
- Željezna pagoda Youguo hrama
- Zmajev paviljon iz 12. st.
- Slavoluk (paifang) starog grada
- Qingming vrt uz rijeku
- Obnovljena unutarnja vrata Bianjinga
- Toranj bubnja hrama Daxiangguo
- Istočna ženska džamija Kaifenga
- Katedrala Svetog Srca
- Sveučilište Henana
- Carska ulica dinastije Song

## Uprava
Grad prefektura, Kaifeng je podijeljen na 5 distrikta i 4 okruga:
| - Distrikti: 1. Gulou (鼓楼区) 2. Longting (龙亭区) 3. Yuwangtai (禹王台区) 4. Xiangfu (祥符区) 5. Shunhe (顺河回族区) | - Okruzi: 1. Weishiy (尉氏县) 2. Qi (okrug) (杞县) 3. Tongxu (通许县) 4. Lankao (兰考县) |

| Zemljovid                                                                   |
| --------------------------------------------------------------------------- |
| Longting Shunhe Hui Gulou Yuwangtai Xiangfu Qi (okrug) Tongxu Weishi Lankao |

## Gradovi prijatelji
- Kirjat Mockin
- Omsk
- Toda
- Wichita, Kansas

## Vanjske poveznice
|  | Zajednički poslužitelj ima još gradiva o temi Kaifeng |

- Službena stranica grada  Arhivirana inačica izvorne stranice od 5. lipnja 2019. (Wayback Machine) (kin.)